# Selene

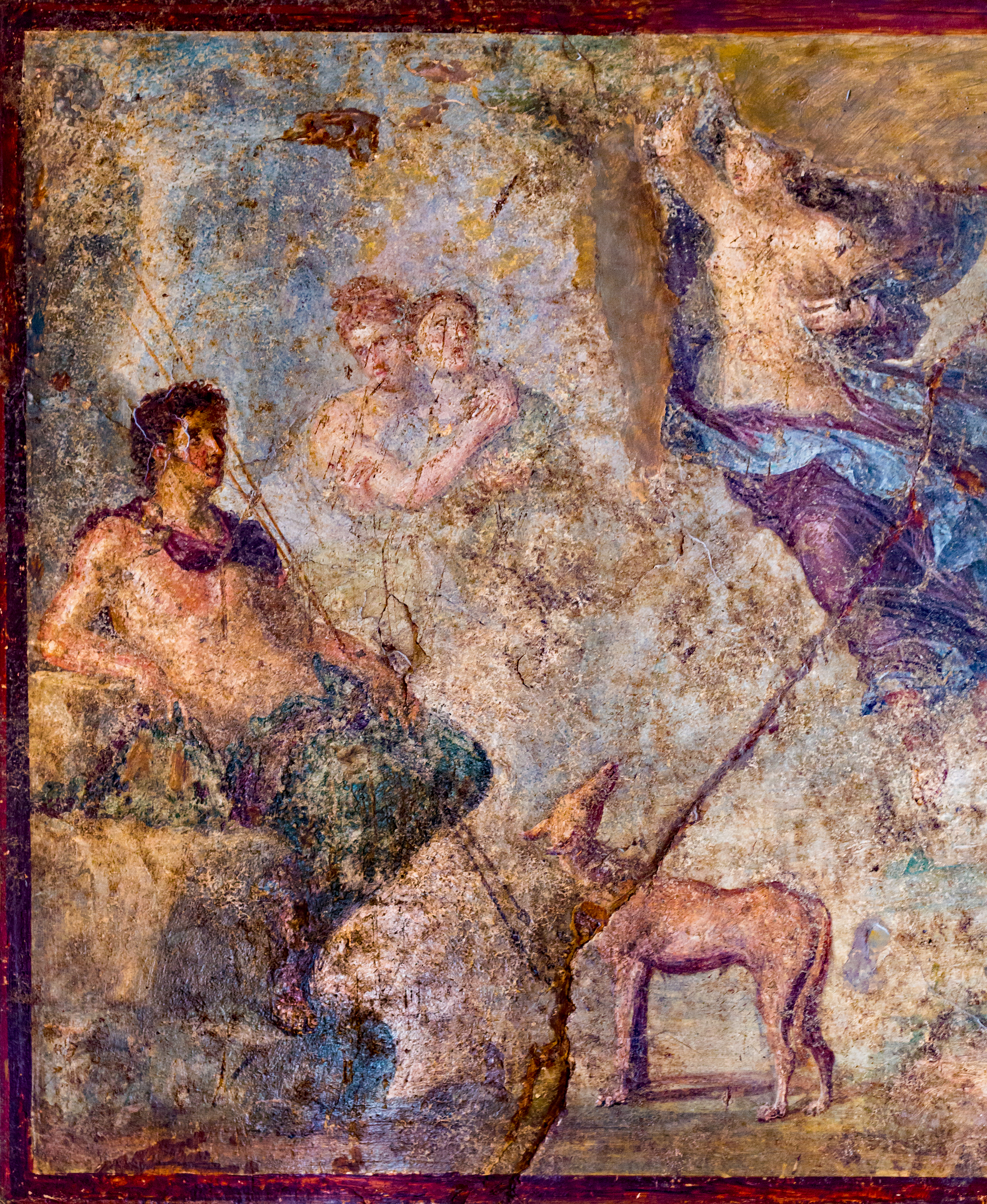
Selene ed Endimione. Antico affresco di Pompei.

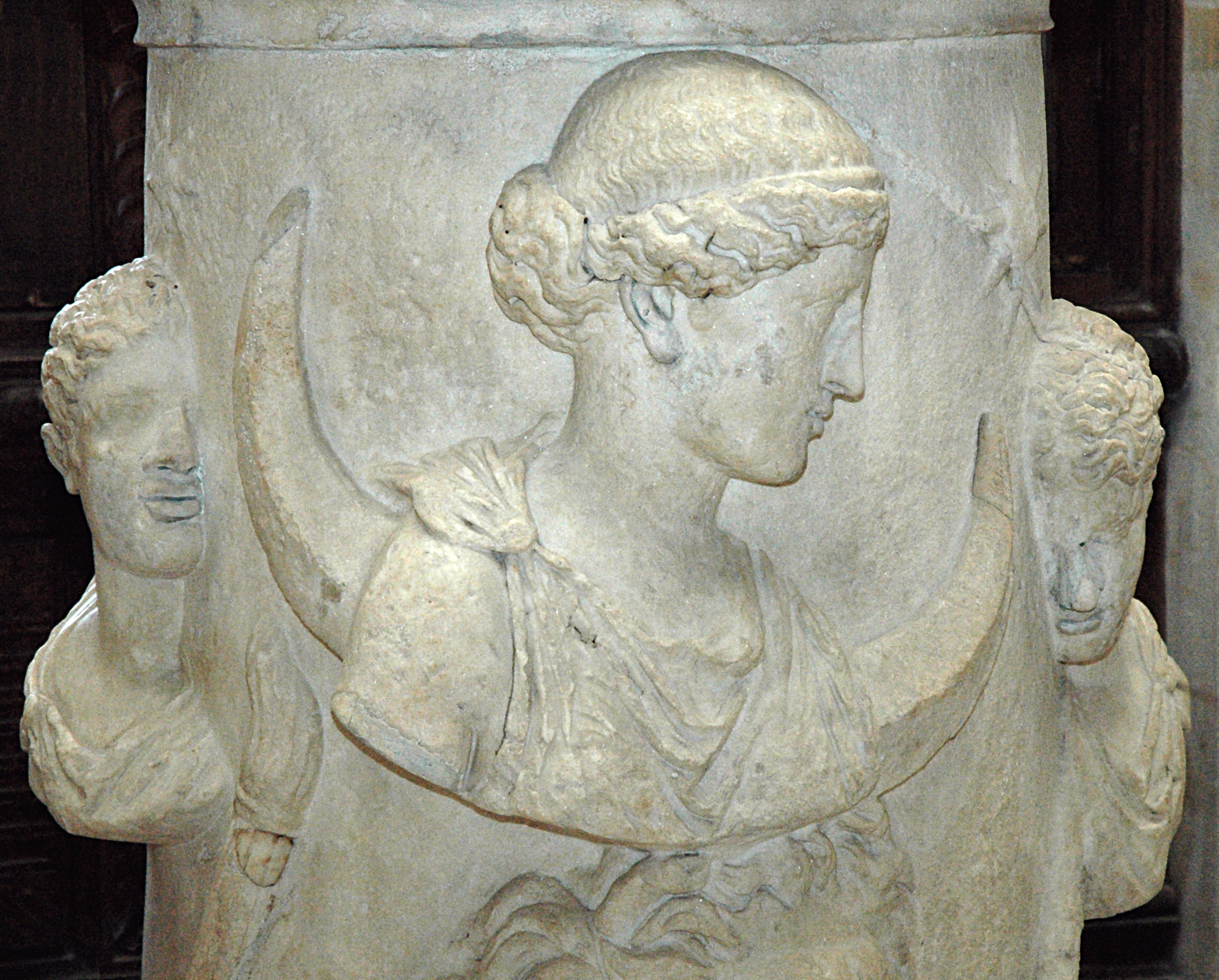
Selene, Hesperos, Phosphoros, Louvre, Parigi

Nelle religioni dell'antica Grecia, Selene (in greco antico: Σελήνη?, "Luna"; etimo: "la Risplendente") è la titanide personificazione della Luna, figlia di Iperione e Teia, sorella di Elio (il Sole) ed Eos (l'Aurora).

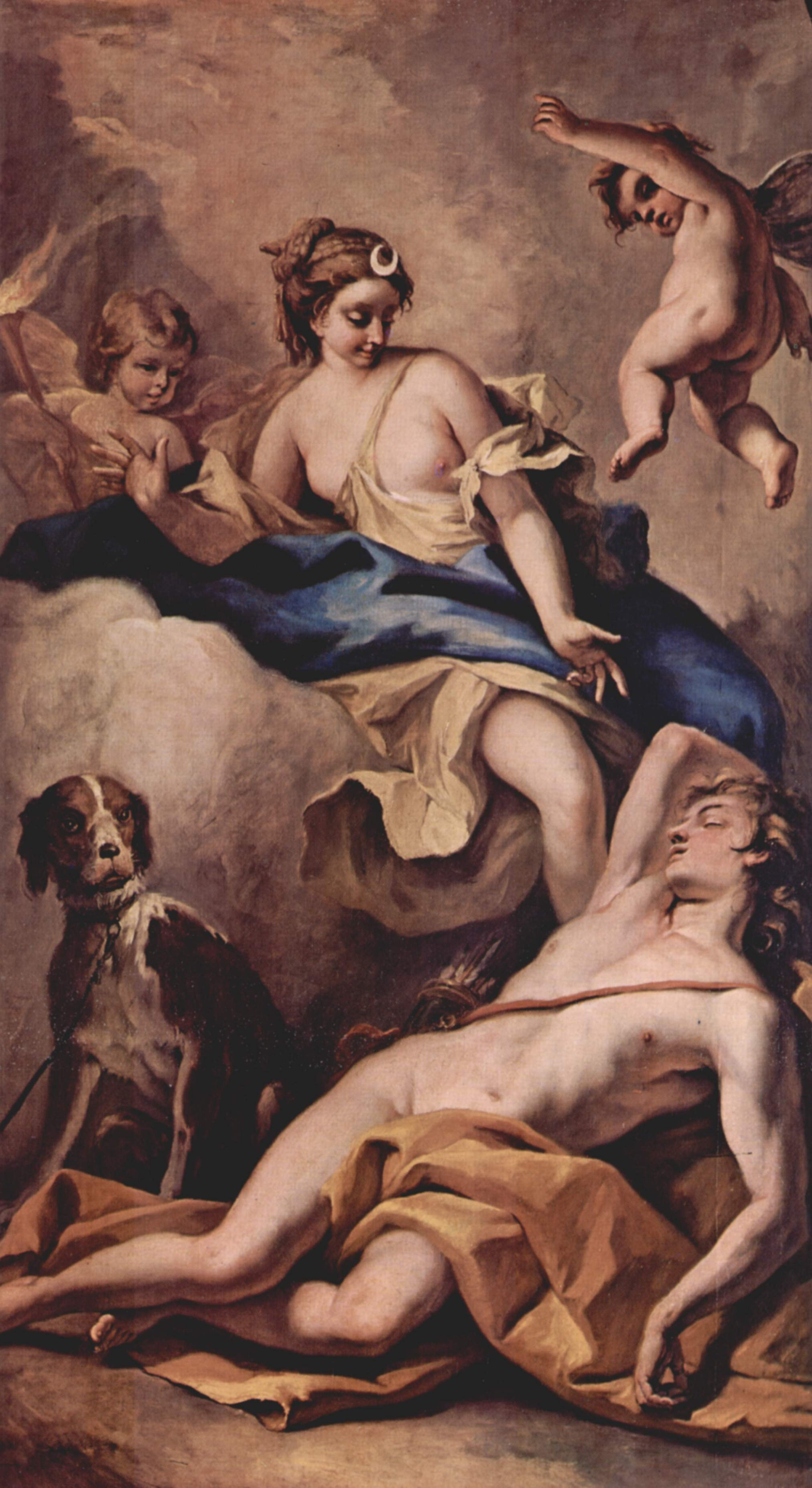
Sebastiano Ricci, Selene e Endimione, Londra, Chiswick House

Selene è la personificazione della Luna piena così come Artemide è personificazione della Luna crescente, Ecate è la personificazione della Luna calante ed infine Perseide rappresenta la luna nuova. 

Analogamente, nella religione romana viene associata al satellite la divinità Luna; a Roma, sull'Aventino, si trovava il tempio della Luna.
La titanide viene generalmente descritta come una bella donna con il viso pallido, che indossa lunghe vesti fluide bianche o argentate e che reca sulla testa una luna crescente e in mano una torcia. Molte rappresentazioni la raffigurano su un carro trainato da buoi o su una biga tirata da cavalli, che insegue quella solare. 

## Iconografia
La Dea veniva raffigurata come una bella donna con il viso pallido, con lunghe vesti fluenti e candide oppure argentate, con un quarto di luna crescente sulla testa ed in mano una torcia. In alternativa aveva sul capo, oltre al crescente lunare, due teste di ariete, simboleggianti la primavera, a quei tempi inizio e fine dell'anno.
Talvolta era avvolta nel mantello della notte, mantello oscuro ornato però da fiori o da stelle.
Il mito rappresentava anche la traslazione di Selene negli spazi celesti come un volo compiuto dalla dea per mezzo di ali, oppure cavalcando un animale, che ora si diceva fosse un cavallo o un mulo, ora una capra o un cervo o un gallo. Più spesso però si immaginava che Selene venisse trasportata nel suo viaggio celeste su di un carro (si ricordi il simbolo, diffusissimo, del carro del sole), tirato da buoi, da cavalli o da cervi. Essa venne adorata soprattutto in Grecia, spesso confusa con Artemide.

## Culto
Selene non è una divinità maggiore, il suo culto è relativamente limitato e assai scarse ne sono le figurazioni sicure. Uno dei principali centri di culto deve porsi peraltro in Elide, dove è da localizzare almeno nei suoi inizi: l'unica storia mitica connessa con la dea, quella in cui il giovane pastore Endimione fu il suo amante. La storia di questo amore è di notevole antichità e appare già nella poesia di Saffo.
Alcuni indizi monumentali sembrano invece attestare una maggiore importanza della religione lunare nella civiltà minoico-micenea. In età storica, la regione della Grecia per la quale ci è più abbondantemente testimoniato il culto di Selene fu l'Arcadia, dove essa era venerata insieme con Pan, in una grotta del Monte Liceo.
Ad Atene, come ad altre divinità (Mnemosine, le Muse, Eos, Elio, le Ninfe, Afrodite, Urania), si offrivano speciali libagioni di latte, miele ed acqua, dette νηϕάλια ἱερά (cioè, sacrifici senza vino), delle quali facevano parte anche offerte di focacce in forma di luna. La dea Selene veniva pure ricordata nelle rappresentazioni del culto eleusino.
Maggiore sviluppo del culto raggiunse invece, in Grecia, il mito di Selene collegata naturalmente col sole (Elio): ella veniva rappresentata come la sorella, la moglie o la figlia; e la si diceva generata da Iperione e da Teia (a loro volta, ipostasi rispettivamente di Elio e di Selene stessa), oppure anche si dicevano sue genitrici Basileia o Eurifessa. La sua identificazione con Artemide la fece dire, più tardi, figlia di Zeus e di Latona. In Atene si favoleggiò anche che essa avesse generato da Zeus Pandia, la divinità eponima di quelle feste Pandie, che si celebravano in onore di Zeus. Nella stessa guisa, il mito eleusino la diceva madre di Museo, che essa aveva generato da Eumolpo o da Antifemo.

## Mitologia
Le si attribuirono diversi amanti, tra i quali: Zeus, da cui ebbe Pandia (la Luna piena) e forse Ersa (la rugiada, anche se quest'ultima viene anche considerata figlia di Eos); Pan, che per sedurla si travestì con un vello di pecora bianca affinché Selene vi salisse sopra; e soprattutto il mortale Endimione, il bellissimo e giovane re dell'Elide, di cui Selene si innamorò.

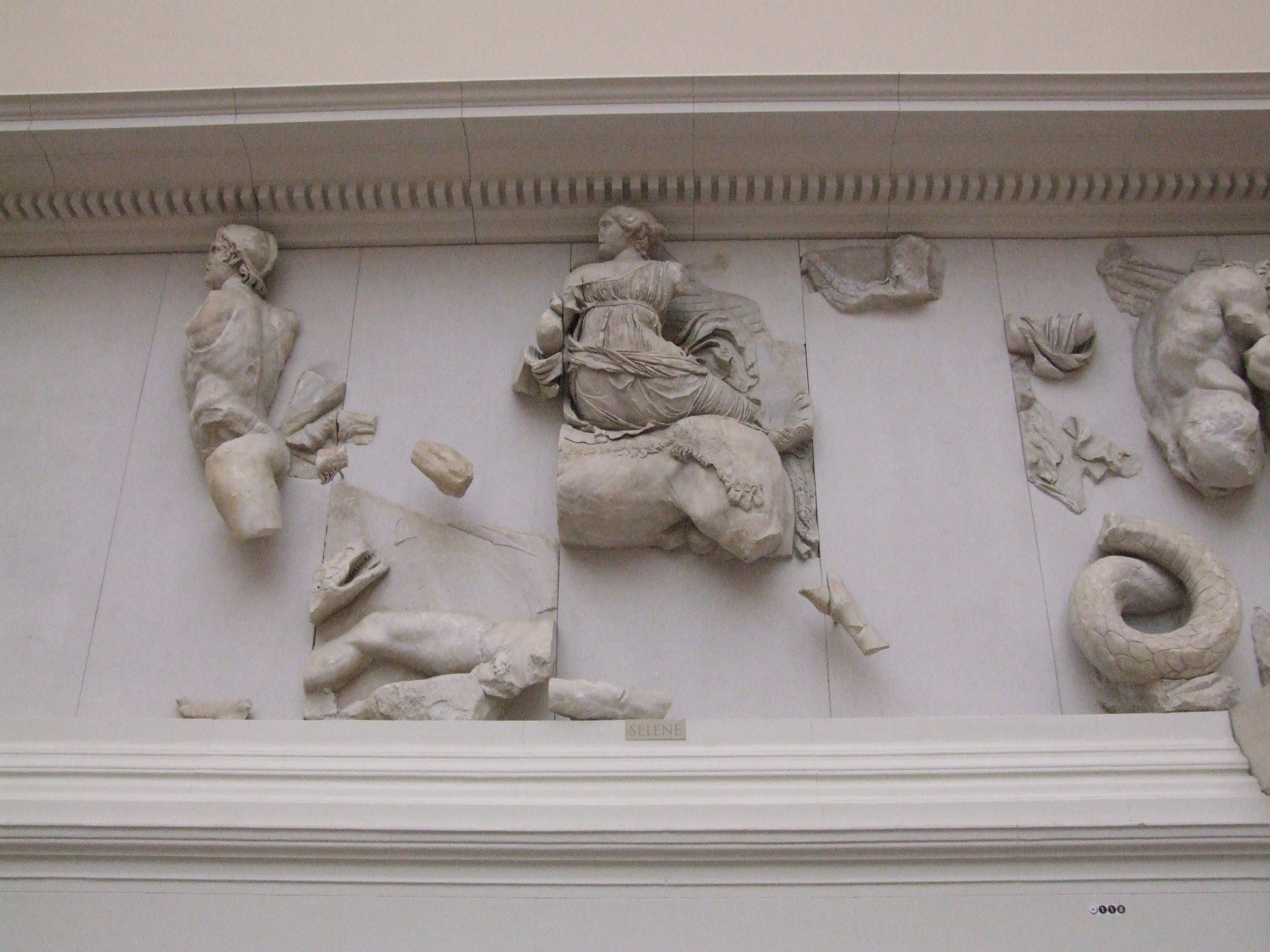
Selene, Pergamonmuseum, Berlino

Secondo i Greci, Endimione fu condannato da Zeus a dormire per 30 anni in una grotta del monte Latmo, in Asia Minore; la sua innamorata lo andava a trovare ogni notte.
Secondo i Romani, invece, Selene conobbe e si innamorò perdutamente del giovane Endimione allorché lo vide addormentato in una grotta. Da questo grande amore vennero alla luce cinquanta figli; Selene però non sopportava l'idea che un giorno il suo amante potesse morire, e lo fece sprofondare in un sonno eterno per poi andare a trovarlo ogni notte. Endimione dormiva con gli occhi aperti, per poter vedere l'apparizione della sua donna.
Altre versioni meno romantiche della storia sostengono che Endimione avesse chiesto a Zeus di dormire per non perdere la sua giovanile bellezza, o addirittura per evitare che Selene rischiasse un'ulteriore gravidanza.

## Fonti
- Pseudo-Apollodoro 1.2.2;
- Esiodo, Teogonia 371;
- Nonno di Panopoli, Dionysiaca 48.581;
- Pausania, Periegesi della Grecia V 1.4;
- Strabone, Geografia, XIV 1,6;
- Marco Tullio Cicerone, De natura deorum, II,27;
- Agostino di Ippona, La città di Dio, IV,23.